# Martin Emmrich
Martin Emmrich (Magdeburg, Alemanya Occidental, 17 de desembre de 1984) és una extennista professional d'Alemanya.
Va guanyar tres títols de dobles en el circuit ATP i va arribar al lloc 35 del rànquing de dobles.

## Biografia
Fill de l'extennista alemany Thomas Emmrich.
A partir del setembre de 2013 va començar una relació sentimental amb la tennista neerlandesa Michaëlla Krajicek, després que es van conèixer en el torneig de Rosmalen aquell mateix any. Un any després, en el mateix torneig, Emmrich li va proposar matrimoni en la mateixa pista just quan Krajicek acabava de guanyar el partit de primera ronda. La parella es va casar el juliol de 2015 i actualment resideixen a Praga, terra d'origen dels pares de Krajicek.

## Palmarès

### Dobles: 7 (3−4)
| Llegenda (pre/post 2009)                                 |
| -------------------------------------------------------- |
| Grand Slams (0−0)                                        |
| Tennis Masters Cup / ATP Finals (0−0)                    |
| ATP Masters Series / ATP World Tour Masters 1000 (0−0)   |
| ATP International Series Gold / ATP World Tour 500 (0−0) |
| ATP International Series / ATP World Tour 250 (3−4)      |

| Títols per superfície |
| --------------------- |
| Dura (1−1)            |
| Gespa (0−1)           |
| Terra batuda (2−2)    |

| Resultat  | Núm. | Data                 | Torneig                         | Superfície   | Parella            | Oponents                         | Marcador         |
| --------- | ---- | -------------------- | ------------------------------- | ------------ | ------------------ | -------------------------------- | ---------------- |
| Finalista | 1.   | 6 de maig de 2012    | Belgrad, Sèrbia                 | Terra batuda | Andreas Siljeström | Jonathan Erlich Andy Ram         | 6−4, 2−6, [6−10] |
| Guanyador | 1.   | 21 d'octubre de 2012 | Viena, Àustria                  | Dura (i)     | Andre Begemann     | Julian Knowle Filip Polášek      | 6−4, 3−6, [10−4] |
| Finalista | 2.   | 6 de gener de 2013   | Chennai, Índia                  | Dura         | Andre Begemann     | Benoît Paire Stanislas Wawrinka  | 2−6, 1−6         |
| Guanyador | 2.   | 25 de maig de 2013   | Düsseldorf, Alemanya            | Terra batuda | Andre Begemann     | Treat Conrad Huey Dominic Inglot | 7−5, 6−2         |
| Finalista | 3.   | 22 de juny de 2013   | 's-Hertogenbosch, Països Baixos | Gespa        | Andre Begemann     | Max Mirnyi Horia Tecău           | 3−6, 6−7(4)      |
| Guanyador | 3.   | 3 d'agost de 2013    | Kitzbühel, Àustria              | Terra batuda | Christopher Kas    | František Čermák Lukáš Dlouhý    | 6−4, 6−3         |
| Finalista | 4.   | 24 de maig de 2014   | Düsseldorf                      | Terra batuda | Christopher Kas    | Santiago González Scott Lipsky   | 5−7, 6−4, [3−10] |

## Trajectòria

### Dobles
| Open d'Austràlia | A   | A   | A     | 1R    | 1R    | A   | 0 / 2   | 0 – 2   |
| Roland Garros | A   | A   | 1R    | 2R    | 1R    | A   | 0 / 3   | 1 – 3   |
| Wimbledon | A   | Q1  | 2R    | 2R    | 1R    | Q1  | 0 / 3   | 2 – 3   |
| US Open | A   | 2R  | 1R    | 2R    | 2R    | A   | 0 / 4   | 3 – 4   |
| Victòries − Derrotes | 0−1 | 2−5 | 10−11 | 26−23 | 11−16 | 5−5 | 54 – 61 | 54 – 61 |
| Rànquing a final d'any | 109 | 87  | 58    | 42    | 108   | 164 |         |         |
| Llegenda: G: Guanyador; F: Finalista; SF: Semifinalista; QF: Quarts de final; Q: Qualificació; A: Absent; RR: Round Robin; |     |     |       |       |       |     |         |         |